# Фармінгтон (Західна Вірджинія)
Фармінгтон (англ. Farmington) — місто (англ. town) в США, в окрузі Меріон штату Західна Вірджинія. Населення — 392 особи (2020).

## Географія
Фармінгтон розташований за координатами 39°30′44″ пн. ш. 80°15′2″ зх. д. / 39.51222° пн. ш. 80.25056° зх. д. (39.512230, -80.250434).  За даними Бюро перепису населення США в 2010 році місто мало площу 1,11 км², з яких 1,08 км² — суходіл та 0,03 км² — водойми.

## Демографія
Згідно з переписом 2010 року, у місті мешкало 375 осіб у 163 домогосподарствах у складі 111 родини. Густота населення становила 339 осіб/км².  Було 192 помешкання (174/км²).
Расовий склад населення:
| - 97,9 % — білих - 0,3 % — азіатів |

До двох чи більше рас належало 1,9 %. Частка іспаномовних становила 0,3 % від усіх жителів.
За віковим діапазоном населення розподілялося таким чином: 21,9 % — особи молодші 18 років, 61,0 % — особи у віці 18—64 років, 17,1 % — особи у віці 65 років та старші. Медіана віку мешканця становила 39,6 року. На 100 осіб жіночої статі у місті припадало 99,5 чоловіків;  на 100 жінок у віці від 18 років та старших — 98,0 чоловіків також старших 18 років.
Середній дохід на одне домашнє господарство  становив 65 573 долари США (медіана — 46 518), а середній дохід на одну сім'ю — 80 385 доларів (медіана — 61 250). За межею бідності перебувало 9,5 % осіб, у тому числі 16,0 % дітей у віці до 18 років та 8,0 % осіб у віці 65 років та старших.
Цивільне працевлаштоване населення становило 214 особи. Основні галузі зайнятості: публічна адміністрація — 23,8 %, освіта, охорона здоров'я та соціальна допомога — 19,2 %, науковці, спеціалісти, менеджери — 18,2 %.